# Pałac w Starym Wołowie
Pałac w Starym Wołowie – zabytkowy pałac  w Starym Wołowie – wsi w Polsce, w województwie dolnośląskim, w powiecie wołowskim, w gminie Wołów przy drodze z Wołowa do Wińska. 

## Historia
Piętrowy pałac w Starym Wołowie Górnym wybudowany w XVIII w. na planie prostokąta, zwieńczony dachem naczółkowym z lukarnami i wolimi oczami. Od frontu główne wejście z tarasu ze schodami. Nad wejściem kartusz z herbami landrata powiatu wołowskiego (1782–1806) Johanna George'a (Jana Jerzego) von Scheliha, właściciela w XVIII w. i jego żony z rodziny von Zedlitz
Obiekt jest częścią zespołu pałacowego, w skład którego wchodzi jeszcze park.

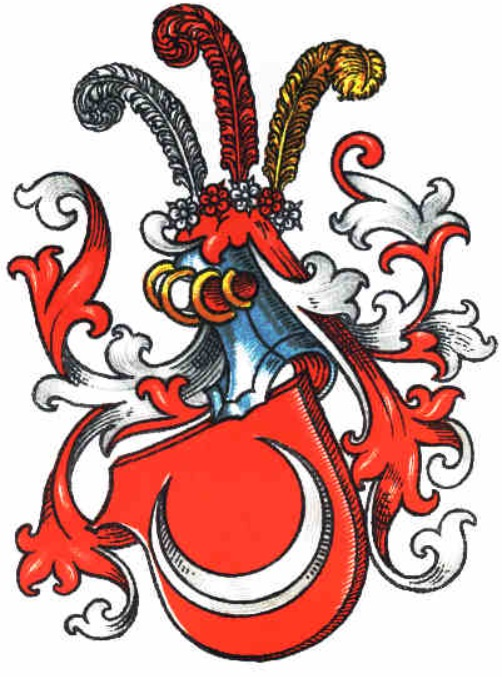
Herb von Scheliha
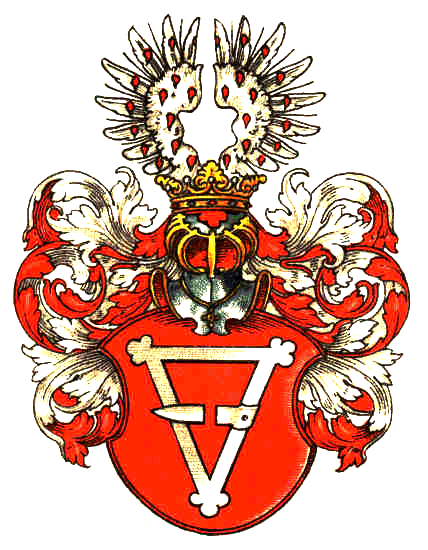
Herb von Zedlitz